# Greenideidae
Greenideidae é uma família, recentemente constituída, de insectos da ordem Hemiptera, da superfamília Aphidoidea. 